# Isabelle (Pferd)

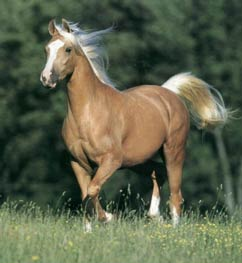
Aufgehellter Fuchs: Isabelle

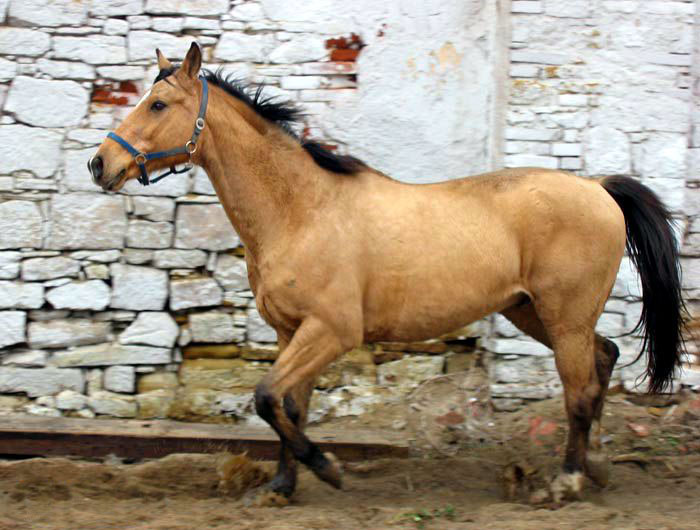
Aufgehellter Brauner:
Braunisabelle (Kinsky-Pferd)

Ein Isabelle  ist ein Pferd, dessen Fell durch das Dilute-Gen Cream (Cr) aufgehellt ist. 
Die Aufhellung des Fells hängt davon ab, ob nur ein oder zwei Cream-Gene vererbt werden. Sie ist außerdem von der Grundfarbe Fuchs, Brauner oder Rappe abhängig. Im Folgenden wird bei den Grundfarben jeweils in einer Tabelle die Fellaufhellung und der Effekt auf die Augenfarbe der Pferde aufgeführt.

## Aufhellung beim Fuchs

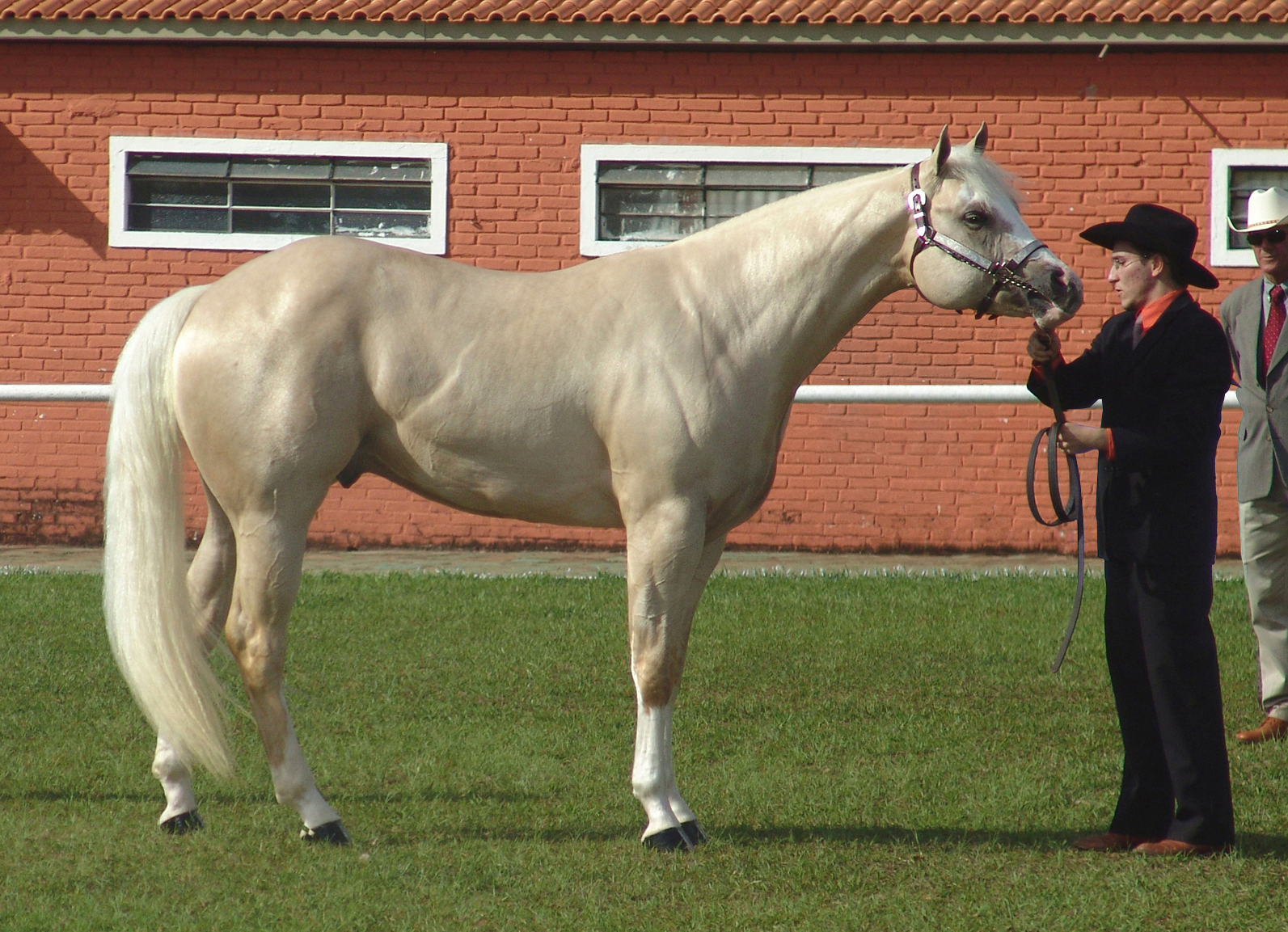
Isabell/Palomino bei einem American Quarter Horse

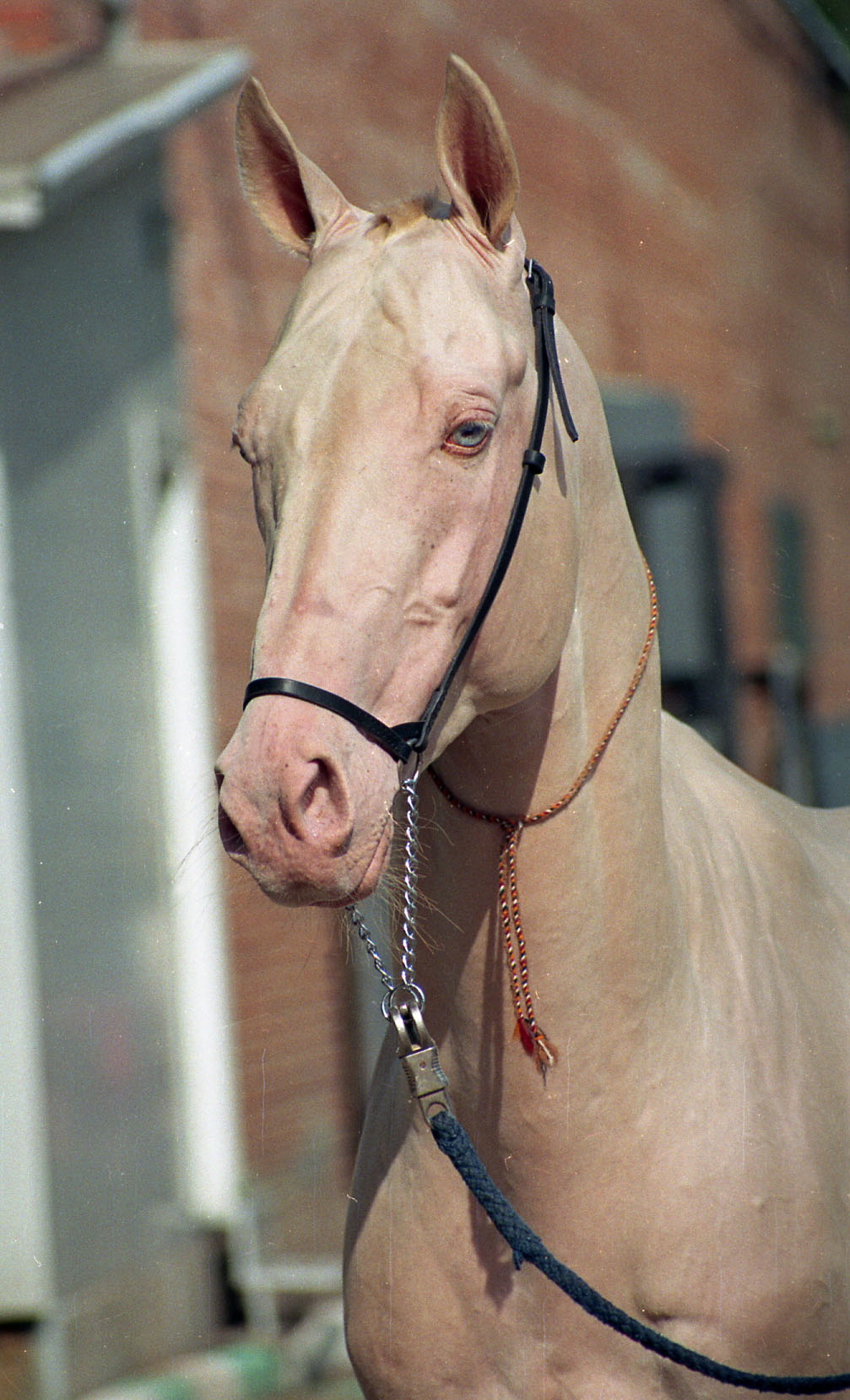
Doppelt aufgehellter Fuchs: Weißisabell oder Cremello

| Fuchs                     | crcr | rotes Fell      | rotes oder helleres Langhaar  | braune Augen     |
| Isabell                   | Crcr | gelbliches Fell | cremefarbene oder weiße Mähne | hellbraune Augen |
| Weißisabell oder Cremello | CrCr | weißliches Fell | schneeweiße Mähne             | hellblaue Augen  |

### Isabell
Durch ein Cream-Gen einfach aufgehellte Füchse werden Isabell oder Goldisabell (englisch Palomino) genannt. Füchse, welche durch zwei Cream-Gene doppelt aufgehellt sind, werden Weißisabell oder Cremello genannt. Zur Namensherkunft siehe Isabellfarbe.
Füchse mit diesem Gen können als nahezu weiße Fohlen geboren werden, die aber später noch ein wenig nachdunkeln. Sie können aber auch alle Schattierungen von einer sehr hellen Sandfarbe bis hin zu normal-fuchsfarbenem Deckhaar annehmen.
Bei Pferden mit dunklerem Fell und heller Mähne handelt es sich meist nicht um Isabellen, sondern um Lichtfüchse. Deren Langhaar wird durch das Gen Flaxen aufgehellt, während das Deckhaar unverändert bleibt. Die bekanntesten Beispiele für Lichtfüchse sind Haflinger und für Dunkel-Lichtfüchse Schwarzwälder.

### Rassen
In den USA werden Palominos aufgrund ihrer Farbe gezüchtet und von zwei Zuchtverbänden als Rasse geführt. Dabei ist für die Eintragung vor allem die Farbe entscheidend, weniger das Exterieur, die Grundgangarten oder das Freispringen. Zur Palomino-Zucht werden überwiegend (ca. 97 %) American Quarter Horses verwendet.
In Großbritannien gibt es hingegen eine Palomino-Zuchttradition der British Palomino Society, die auf den britischen Ponyrassen sowie Warmblut-Pferden, englisch Hunter, basiert.
Beim Kinsky-Pferd sind Isabellen und Braunisabellen Zuchtziel, aufgrund der Genetik kommen jedoch alle Farben vor.

### Verwechslungsmöglichkeiten
- Dunklere Palominos können genauso oder sehr ähnlich aussehen wie Füchse mit Flaxen oder wie braunwindfarbene Pferde.
- Classic Champagne: Pferde dieser Farbe unterscheiden sich durch die rosa Haut mit dunklen Punkten von den helleren Palominos.
- Durch Pearl aufgehellte Füchse unterscheiden sich von Isabellen dadurch, dass ihr Langhaar dieselbe Farbe hat wie das restliche Fell.

## Aufhellung beim Braunen

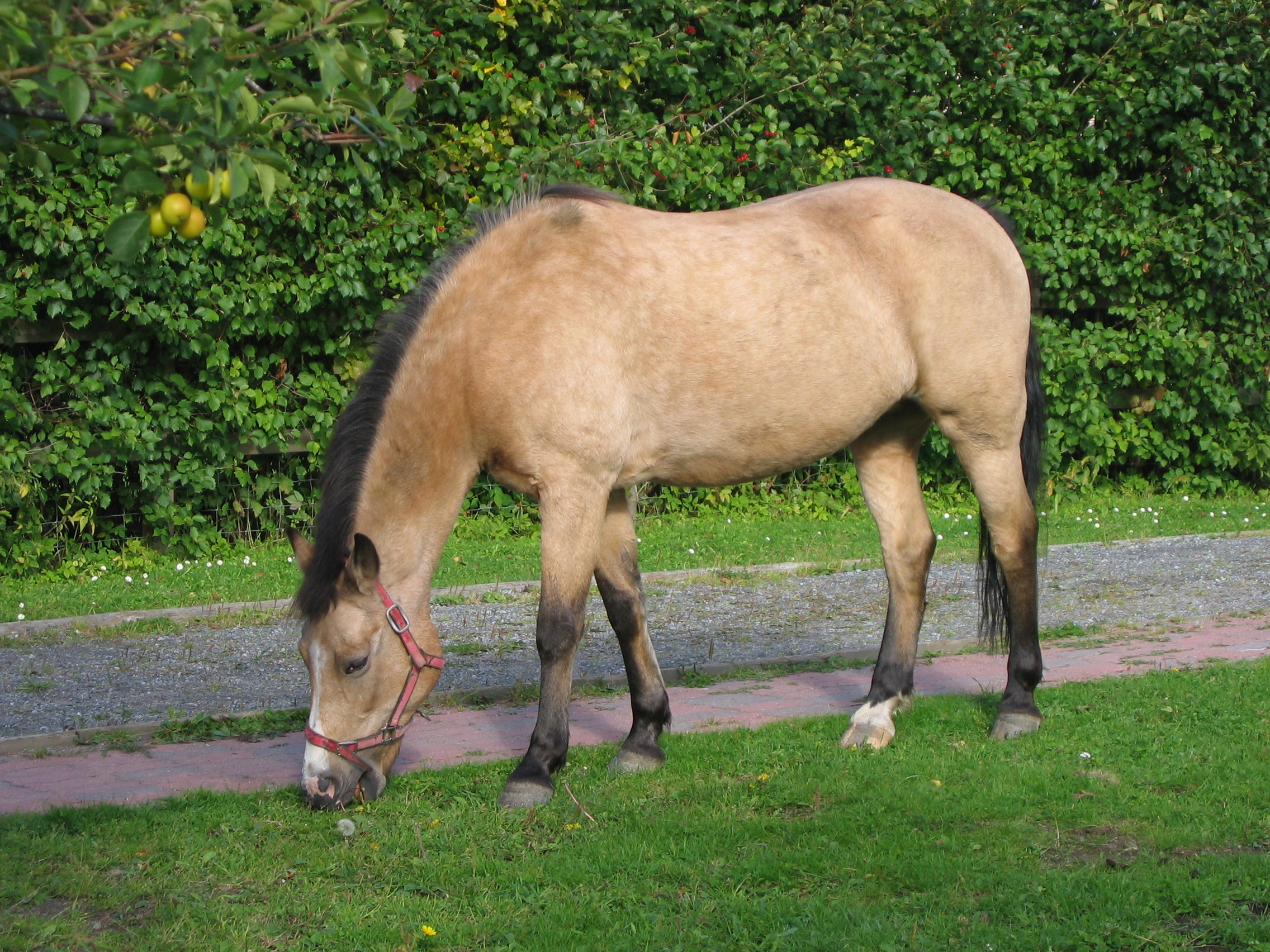
Braunisabelles New-Forest-Pony

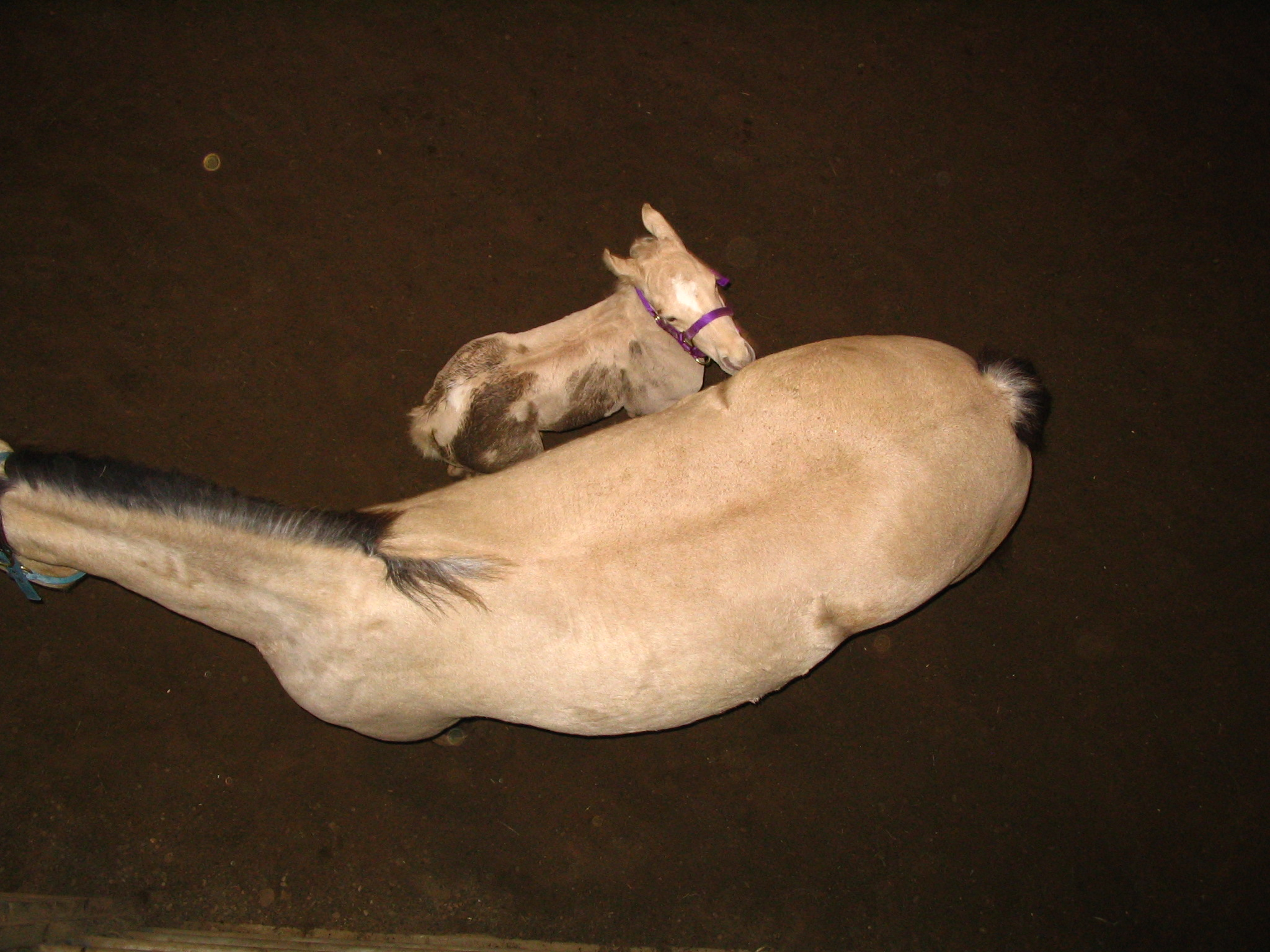
Braunisabelle Stute ohne Aalstrich mit Isabell-Fohlen

| Brauner                 | crcr | rotes, braunes Fell             | schwarzes Langhaar                         | braune Augen                 |
| Braunisabell, Erdfarben | Crcr | gelbliches Fell, schwarze Beine | schwarze Mähne                             | braune oder hellbraune Augen |
| Perlino                 | CrCr | fast weißes Fell, Beine dunkler | etwas dunkler, gelbliche, fast weiße Mähne | hellblaue Augen              |

### Braunisabell
Braunisabelle Pferde (erdfarben oder engl. Buckskin) variieren von hellem Isabell mit dunkler Mähne, die man leicht mit einem echten Falben verwechseln kann, bis hin zu kaum unterscheidbar von echten Braunen. 
Gewöhnlich sind Schweif, Mähne und Beine sind schwarz und die Wildfarbigkeitsabzeichen (Aalstrich, Schulterkreuz, Zebrastreifen an den Beinen) fehlen.

### Verwechslungsmöglichkeiten
- Dunkle Braunisabellen sehen oft wie normale Braune aus.
- Der Falbe unterscheidet sich durch den Aalstrich und seine oft zweifarbige Mähne
- Aufhellung des Braunen durch Pearl
- Amber Champagne: Pferde dieser Farbe unterscheiden sich durch die einfarbig schokoladenbraune Mähne und Schweif und die rosa Haut mit dunklen Punkten vom Braunisabellen.

## Aufhellung beim Rappen

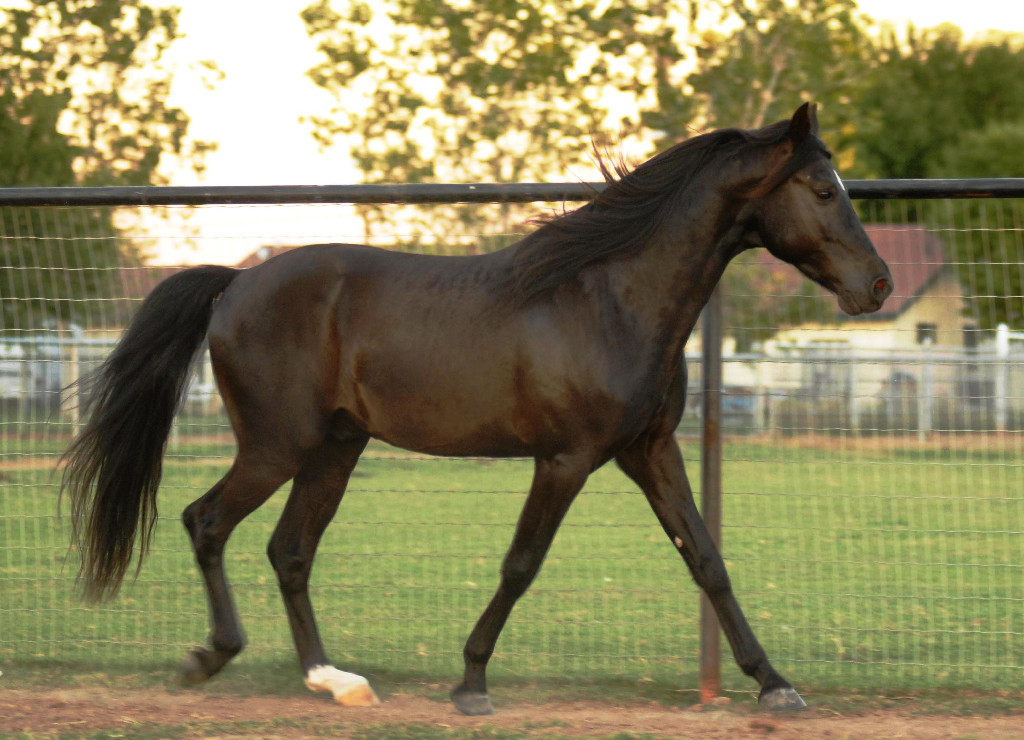
Missouri Fox Trotter Leuchtrappe in aufgehellter Rappfarbe

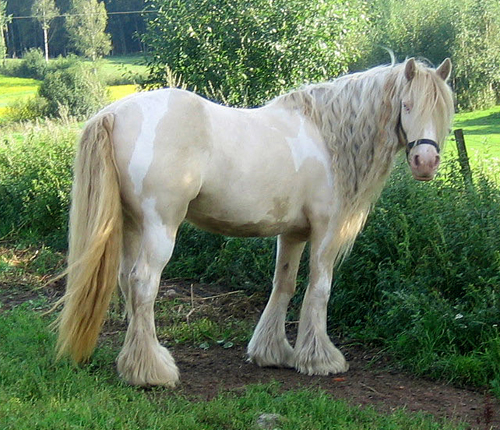
Smokey Cream Schecke

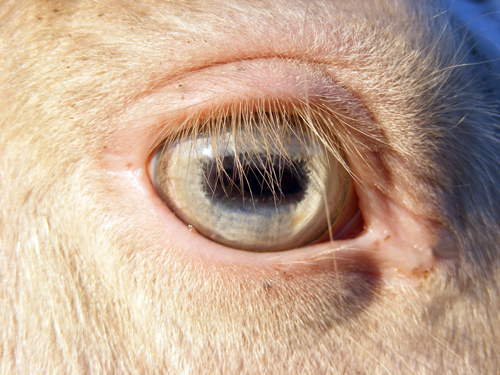
Auge eines Smoky Creams

| Rappe                    | crcr | schwarzes Fell  | schwarzes Langhaar | braune Augen                 |
| Rappisabell, Leuchtrappe | Crcr | schwarzes Fell  | schwarzes Langhaar | braune oder hellbraune Augen |
| Smoky Cream              | CrCr | weißliches Fell | weiße Mähne        | hellblaue Augen              |

### Leuchtrappe
Ein einfaches Cream-Gen hat keine farbliche Auswirkung auf Rappen. Sie sind nur erkennbar, falls sie helle Augen haben. 
Wenn ein Rappe zusätzlich zum einfachen Cream-Gen einen „Überrest“ des Falbgens trägt, das sogenannte nD1-Gen (no Dun 1), dann wird seine Farbe zum Leuchtrappen (engl. Smoky Black) aufgehellt, erkennbar an den hellen Innenohren. Hellere Tiere erscheinen wie Dunkelfüchse und werden Erdbraune genannt.
Doppeltes Creme auf Rappe führt zur deutlichen Aufhellung, zum Smokey Cream.

## Doppeltes Cream Gen: Weißisabell, Perlino, Smoky Cream

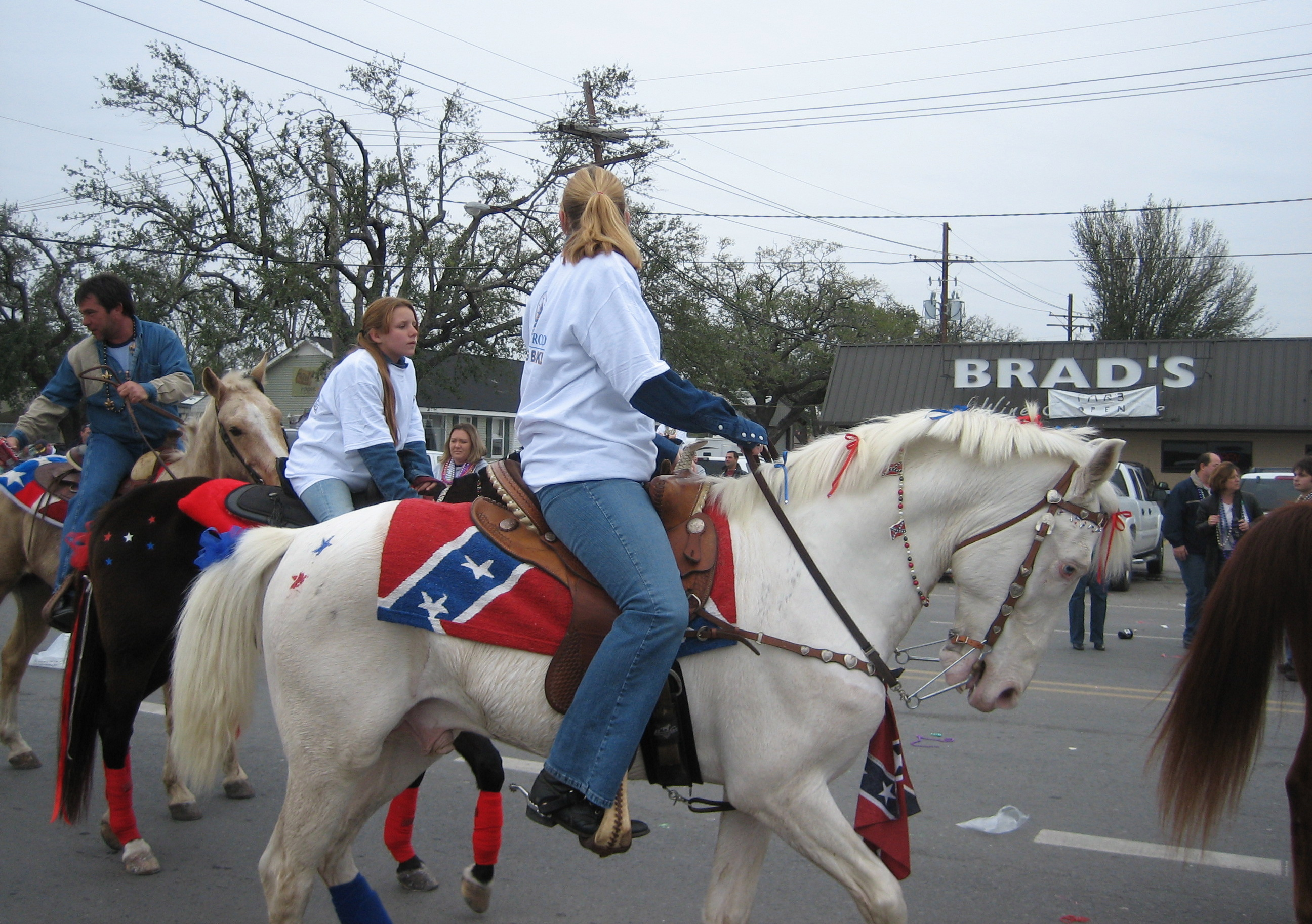
Cremello (Fuchs mit doppeltem Cream-Gen)

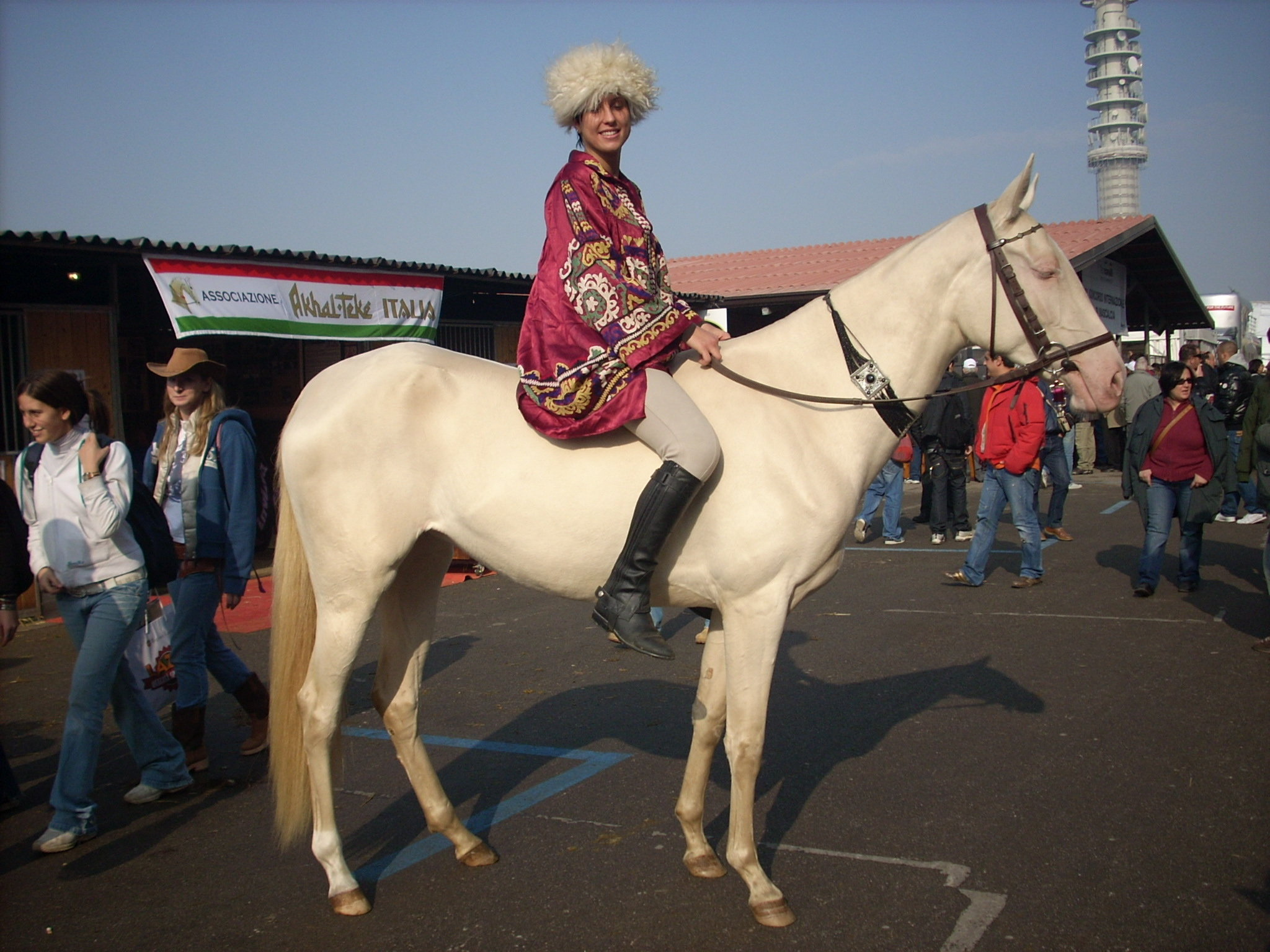
Perlino, ein doppelt aufgehellter Brauner. Mähne, Schweif und der untere Teil der Beine sind etwas dunkler.

Durch ein doppeltes Cream-Gen aufgehellte Pferde erscheinen nahezu weiß mit rosa Haut. Sie sind jedoch nicht absolut weiß, sondern ihr Weiß hat beim Weißisabell (Cremello) einen leicht goldenen Schimmer und beim Smoky Cream einen leicht grauen Anflug.
Die Augen sind blau. Wenn die Augen durch eine Form des Albinismus (hier OCA4, MATP-Gen) so weit aufgehellt sind, ist davon auszugehen, dass die betroffenen Tiere deutlich schlechter sehen können als ihre normalfarbigen Artgenossen und durch helles Sonnenlicht stärker geblendet werden. Diese Behinderung scheint sich aber so weit in Grenzen zu halten, dass sie von Menschen nicht am Verhalten des Pferdes erkannt wird.

### Verwechslungsmöglichkeiten
- Ältere Schimmel haben oft völlig weißes Fell, sind aber an ihrer dunklen Haut zu erkennen.
- Pferde mit dominant weißer Farbe haben völlig weißes Fell, rosa Haut und hellbraune oder blaue Augen.
- Maximale Schecken sehen aus wie dominant weiße Pferde, können jedoch unterschiedliche Augenfarben (auch blau) haben.
- Doppelt durch Champagne aufgehellt Die rosa Haut hat dunkle Punkte, das fast weiße Fell beim doppelt aufgehellten Fuchs einen goldenen Schimmer. Das Fell ist meist dunkler als das eines Cremellos, eher wie bei helleren Isabellen oder Braunisabellen.

## Genetik
Die Notation für das Cream Gen ist „Cr“, wenn es fehlt „cr“. Das Cream-Gene wird auch Creme-Gen genannt und befindet sich auf Chromosom 21 des Pferdes. Es handelt sich um eine Mutation des MATP-Gens und entspricht deshalb dem Okulokutanen Albinismus Typ 4 (OCA4) des Menschen. Oculocutaner Albinismus Typ 1, bei dem keine Restfunktion der Tyrosinase erhalten ist, tritt bei Pferden nicht auf. Deshalb wird vermutet, dass diese Mutation letal (tödlich) wäre. Albinismus wird dominant-rezessiv vererbt.
Das Cream-Gen vererbt sich im Gegensatz dazu intermediär, das heißt ein vorhandenes Cream-Gen ist meist äußerlich sichtbar. 
Das Cream-Gen hellt sowohl rote als auch schwarze Farbpigmente auf und kann somit alle Basisfarben des Felles verändern. Es werden  sowohl das Kurzhaar als auch das Langhaar unterschiedlich stark silbern bis weiß aufgehellt. Der Effekt ist bei der roten Basisfärbung des Fuchses stärker als bei einem schwarzen Fell. Außerdem hat das Cream-Gen Einfluss auf die Augenfarbe des Pferdes. 
Ohne Cream-Gen wird die Grundfarbe nicht aufgehellt, das Fehlen des Cream-Gens wird durch zwei kleine crcr notiert. Wird nur ein Cream-Gen vererbt, so ist die Aufhellung nur mäßig, man kennzeichnet das durch ein großes und ein kleines Crcr. Bei zwei vererbten Cream-Genen hingegen, als CrCr gekennzeichnet, kann das Pferd fast weiß aussehen und hat immer blaue Augen.